# Fortificante Sadol

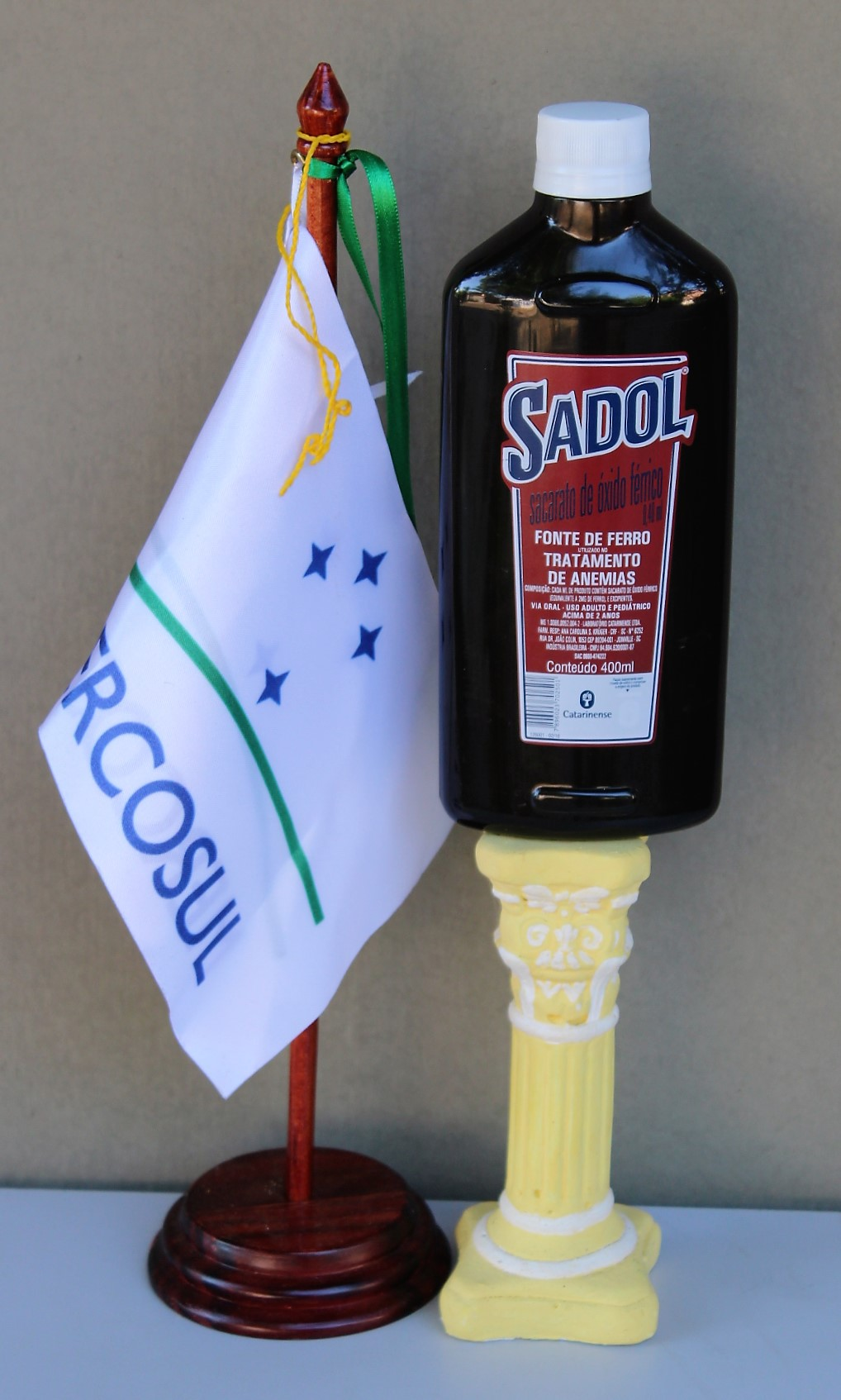
Sadol e bandeira do Mercosul.

O Fortificante Sadol é um tradicional estimulador de apetite, concorrente direto do Biotônico Fontoura, criado em 1924 pelo Laboratório Boettger e repassado em 1945 para a Catarinense Pharma.
Desde 2001, está disponível no sabor tradicional e também nas variantes com sabores chocolate e morango.